# Far Northern Rockies
Far Northern Rockies – najdalej na północ wysunięta grupa pasm górskich należących do łańcucha Gór Skalistych. Grupa ta leży w całości w Kanadzie i zajmuje powierzchnię 153 tys. km². Blisko 90 % pasma leży w prowincji Kolumbia Brytyjska, a pozostałe 10 % w prowincji Alberta. 
Główne pasma tej grupy to: Muskwa Ranges i Hart Ranges. 

## Najwyższe szczyty
- Ulysses Mountain - 3024 m,
- Mount Ovington - 2949 m,
- Mount Sylvia - 2940 m,
- Mount Lloyd George - 2938 m,
- Great Rock Peak - 2929 m,
- Mount Roosevelt - 2814 m,
- Great Snow Mountain - 2813 m,
- Mount Peck - 2807 m,
- Churchill Peak - 2770 m,
- Yedhe Mountain - 2717 m.